# Référendum néo-zélandais de 1949
Le référendum néo-zélandais de 1949 est un référendum ayant eu lieu le 9 mars 1949. Il porte sur les paris hippiques et sur la fermeture de la vente d'alcool après 18 heures. 

## Question sur l'alcool
Le référendum sur la justice a rassemblé 627 618 votes. 75,5 % des votants étaient favorables à la fermeture de la vente d'alcool après 18 heures, soit 473 768 personnes, alors que 24,5 % ont souhaité un changement de cette politique, soit 153 850 personnes. 

## Question sur les paris hippiques
Le référendum sur les paris hippiques a eu une participation de 54,3 % avec 623 625 votants. 68 % des votants ont souhaité l'autorisation des paris hippiques, soit 424 219 personnes, alors que 32,0 % ont souhaité leur interdiction, soit 199 406 personnes.